# Music Box – Die ganze Wahrheit
Music Box – Die ganze Wahrheit ist der Titel eines US-amerikanischen Politthrillers aus dem Jahr 1989. Grundlage für den Film des Filmregisseurs und Drehbuchautors Constantin Costa-Gavras soll der Prozess gegen den mutmaßlichen Kriegsverbrecher John Demjanjuk in Israel gewesen sein.

## Handlung
Ann Talbot ist erfolgreiche Rechtsanwältin und Tochter des nach dem Zweiten Weltkrieg in die USA eingewanderten Ungarn Mike Laszlo, der plötzlich mit dem Vorwurf konfrontiert wird, während des Krieges in Budapest in einer faschistischen Spezialeinheit der Pfeilkreuzler Juden und Roma gequält und ermordet zu haben. Ann übernimmt den Fall. Ihr Gegner ist Staatsanwalt Jack Burke, der zur Gerichtsverhandlung zahlreiche Augenzeugen aus Ungarn heranzieht, die alle bezeugen, dass Mike Laszlo der Täter war. Ann wiederum kann aufgrund der Aussage eines KGB-Überläufers Zweifel beim Richter wecken, ob Mike Laszlo tatsächlich jener Mischka genannte Übeltäter war.
Je länger Ann sich mit dem Fall ihres Vaters beschäftigt, desto größer werden ihre eigenen Zweifel. So hatte ihr Vater einem anderen Exil-Ungarn regelmäßig größere Summen Geld geschickt und damit aufgehört, nachdem dieser durch einen Unfall mit einem fahrerflüchtigen Beteiligten tödlich verunglückt war. Als Jack Burke einen weiteren, allerdings bettlägerigen Zeugen ausfindig macht, reist das Gericht zur Zeugenbefragung nach Budapest. Ann kann durch Unterlagen, die sie von einem dubiosen Herrn im Hotel überreicht bekommen hat, die Glaubwürdigkeit des Zeugen und damit die Wahrhaftigkeit der Zeugenaussage in Zweifel ziehen, so dass das Gericht auf Freispruch entscheidet. Ann nutzt ihren Aufenthalt in Ungarn dazu, die Schwester des von ihrem Vater unterstützten Exil-Ungarn zu besuchen. Auf einem Foto in deren Wohnung sieht sie einen Mann mit einer langen Gesichtsnarbe, ähnlich wie sie von den Zeugen beschrieben wurde, und identifiziert dadurch den Kollegen Mischkas. Die alte Dame übergibt Ann außerdem einen Pfandschein.
Zurück in den USA löst Ann mit dem Schein eine Spieluhr (Music Box) im Pfandleihhaus aus. Darin findet sie Fotos, die beweisen, dass ihr Vater Mischka und damit der Mörder aus Budapest ist. Als sie ihn mit den Beweisen konfrontiert, leugnet er immer noch, jener Mischka zu sein. Ann entschließt sich, die Fotos Jack Burke zu übergeben.
Der Film endet damit, dass Ann aus der Zeitung erfährt, dass ihr Vater aufgrund der Bilder überführt worden ist; anschließend geht sie mit ihrem Sohn Mikey auf die Terrasse und versucht, ihm die Situation zu erklären.

## Kritiken
„Eine einfühlsam erzählte Familientragödie um die schmerzliche Erkenntnis, dass der Mensch, den man liebt, eine ‚Bestie‘ ist. Bis in die Nebenrollen hinein hervorragend interpretiert, wirft der Film Fragen von Schuld und Reue auf, ohne sich in Sentimentalitäten zu verlieren.“

## Auszeichnungen
Constantin Costa-Gavras erhielt für das eindringliche Familien- und Justizdrama einen Goldenen Bären bei der Berlinale 1990. Jessica Lange wurde für ihre Darstellung der Ann Talbot für den Golden Globe Award und den Oscar nominiert.